# Жирмунский, Мендель Шевахович
Ме́ндель Ше́вахович Жирму́нский (в быту Миро́н Ше́вахович, Максимилиа́н и Макси́м Саве́льевич, в немецких публикациях — нем. M. S. Schirmunski; 20 февраля [4 марта] 1854, Вильна, Российская империя — 1937, Ленинград, СССР) — русский и советский врач-оториноларинголог, учёный-медик. Автор первого в России учебника по заболеваниям уха, горла и носа (1892). Отец лингвиста В. М. Жирмунского.

## Биография
Родился 20 февраля (4 марта) 1854 года в Вильне, в многодетной семье купца третьей гильдии (впоследствии первой гильдии и потомственного почётного гражданина) Шеваха Менделевича Жирмунского (1820—1877) и его жены Рохли Ароновны (Рохи Арьяшевны, 1821—1891), переехавших в Вильну из Лиды. Среди прочего, отцу принадлежала аптека. Учился на медицинском факультете Берлинского университета, в 1879 году окончил Медико-хирургическую академию в Петербурге. В 1879—1880 годах проходил специализацию в области заболеваний уха, горла и носа в Вене, затем работал ассистентом профессора Гартмана в отоларингологической поликлинике профессора Краузе в Берлине.
Диссертацию доктора медицины по теме «О влиянии разрежённого воздуха на человеческий организм» защитил в Медико-хирургической академии в 1885 году. После защиты диссертации продолжил специализацию в Александровской больнице.
Был сотрудником (специалистом) Императорского клинического института Великой княгини Елены Павловны. В 1891—1916 годах служил консультантом в Рождественской больнице в Санкт-Петербурге, преподавал на Рождественских фельдшерских курсах, в 1900—1917 годах консультировал в частной лечебнице Герцога Саксен-Кобургского и Готского. В 1920-е годы работал в амбулатории Дворца Труда в Ленинграде.
В 1892 году опубликовал «Краткое руководство к ушным болезням для врачей и студентов» — первый учебник в этой области медицины на русском языке.
Автор ряда научных трудов по клинической и хирургической оториноларингологии, в том числе по лечению озены, отита среднего уха и тугоухости, пионер использования пилокарпина при заболеваниях уха.
М. С. Жирмунский публиковался в немецких медицинских журналах вплоть до 1930-х годов. Почётный член Ленинградского общества отоларингологов.

## Семья
- Старший брат — Моисей (Мовша) Шевахович Жирмунский (28 декабря 1849, Вильна — 9 мая 1919, там же), в первой половине 1880-х годов жил в Вильне, но к 1887 году был уже купцом первой гильдии в Санкт-Петербурге[31]; потомственный почётный гражданин Моисей Жирмунский в 1887—1900 годах был блюстителем еврейского начального одноклассного училища в Лиде[32].
- Младший брат — Семён Савельевич (Соломон, Шлёма Шевахович) Жирмунский (1863—1935), выпускник Рижского политехнического института[33], был инженером-химиком, одним из технических руководителей англо-бельгийской фабрики «Вискоза», автором первых на русском языке монографий по искусственным волокнам — «Искусственное волокно» (экономика, производство, потребление, с С. А. Анучиным, 1927) и «Искусственный шёлк» (1930)[34].
- Первая жена — Дарья (Доротея) Людвиковна Жирмунская (урождённая Гласс, 1862—1895).
  - Дочь Екатерина (1887—?)[35].
- Вторая жена — Александра Яковлевна (урождённая Малкиель, 1859—1945), из семьи известных фабрикантов и строительных подрядчиков из Двинска[36][37]. Её братья Мендель (Матвей) Янкелевич Малкиель (1868—?) и Лев Янкелевич Малкиель учредили в 1902 году в Петербурге товарищество «Электро-Динамиковые Русско-Американские Электромеханические Заводы».
  - Сын — филолог-германист Виктор Максимович Жирмунский.
    - Внук — академик Алексей Викторович Жирмунский, морской биолог. Внучки — филолог и литературовед Вера Викторовна Аствацатурова (род. 1947), жена культуролога А. Г. Аствацатурова; художник Александра Викторовна Жирмунская (род. 1949).

  - Дочь — Раиса Максимовна Жирмунская (итал. Raisa Girmunschi, 1893—1971), в 1913 году вышла замуж за своего кузена, художника Константина Аркадьевича Жирмунского (брата М. А. Малкиеля-Жирмунского), с которым с начала первой мировой войны жила в Италии.
- Племянник (сын его брата Арона Шеваховича Жирмунского, 1861—?) — Мирон Аркадьевич Малкиель-Жирмунский, искусствовед. Племянник (сын сестры Куны Шеваховны Жирмунской) — хирург Яков Иосифович Гальперн. Племянник — Александр Маркович Винавер, правовед.
- Внучатая племянница (внучка его старшего брата — виленского купца первой гильдии и строительного подрядчика Вульфа Шеваховича Жирмунского; 1840, Вильна — 1900, Друскеники) — Тамара Александровна Жирмунская (род. 1936), поэтесса, переводчик, литературный критик.

## Монографии
- О влиянии разрежённого воздуха на человеческий организм. Диссертация доктора медицины. — СПб, 1885. — 63 с.[38]
- Новый оперативный способ для достижения незаживающаго искусственного прободения барабанной перепонки. — СПб: Типография А. Л. Эбермана, 1891.
- Краткое руководство к ушным болезням для врачей и студентов. — СПб.: Типо-литография К. Л. Пентковского, 1892. — 169 с.
- Пилокарпин при заболеваниях среднего уха и лабиринта. — СПб: Типография Министерства путей сообщения товарищества И. Н. Кушнерев и К°, 1894.